# Stora Aspan
Stora Aspan är en sjö i Falu kommun i Dalarna och ingår i Dalälvens huvudavrinningsområde. Sjön har en area på 2,28 kvadratkilometer och ligger 147 meter över havet. Sjön avvattnas av vattendraget Aspån. Vid provfiske har bland annat abborre, gärs, mört och nors fångats i sjön.

## Delavrinningsområde
Stora Aspan ingår i det delavrinningsområde (672011-148085) som SMHI kallar för Utloppet av Stora Aspan. Medelhöjden är 178 meter över havet och ytan är 9,8 kvadratkilometer. Räknas de 6 avrinningsområdena uppströms in blir den ackumulerade arean 38,08 kvadratkilometer. Aspån som avvattnar avrinningsområdet har biflödesordning 3, vilket innebär att vattnet flödar genom totalt 3 vattendrag innan det når havet efter 220 kilometer. Avrinningsområdet består mestadels av skog (65 procent). Avrinningsområdet har 2,27 kvadratkilometer vattenytor vilket ger det en sjöprocent på 23,1 procent. Bebyggelsen i området täcker en yta av 0,17 kvadratkilometer eller 2 procent av avrinningsområdet.

## Fisk
Vid provfiske har följande fisk fångats i sjön:
- Abborre
- Gärs
- Mört
- Nors
- Lake
- Gädda
- Öring
- Braxen